# Sindicat d'Autors Dramàtics Catalans
El Sindicat d'Autors Dramàtics Catalans (SADC) va ser una entitat, dedicada al foment del teatre, que va funcionar entre l'octubre de 1911 i gener de 1913.
El SADC va néixer la temporada 1911-1912, com a resposta, a les desavinences entre diferents professionals del teatre i la figura de l'empresari teatral. La tensió arriba al seu punt culminant amb la negativa de Ramon Franqueza a cedir el Teatre Principal per als assajos de Flors de cingle d'Ignasi Iglésias. Així, un nombre considerable de dramaturgs, actors i escenògrafs es van aplegar per crear el Sindicat. Apel·les Mestres en va assumir la presidència i Santiago Rusiñol, Àngel Guimerà i Ignasi Iglésias van ser nomenats presidents honoraris.
La companyia d'actors del Sindicat va estar dirigida fins al 5 d'octubre del 1912 per Jaume Borràs. Els actors que van prendre part en les representacions van ser entre altres: August Barbosa, Emília Baró, Rafael Bardem, Carles Capdevila, Elvira Fremont, Avel·lí Galceran, Ramon Martori, Ramon Tor o Antònia Verdier. Les funcions d'empresari foren compartides per Josep Pous i Pagès i Joan Gumà, arrendatari del teatre El Dorado, seu del SADC durant la seva primera temporada. Els dos coempresaris, juntament amb els crítics Emili Tintorer i Josep Roca i Roca, van formar part del Comitè de Lectura encarregat de seleccionar les obres que serien representades.
Joan Gumà va marxar del Sindicat a partir de la segona temporada. El SADC es va desplaçar al Teatre Espanyol i Antoni Piera va substituir Jaume Borràs en la direcció de la companyia, fins al 7 de gener del 1913, data en què el Sindicat es dissol sense haver aconseguit ser econòmicament viable.

## Produccions
- 24/02/1912. Flors de cingle, d'Ignasi Iglésias
- 24/02/1912. Torre Torretes de Josep Burgas
- 02/03/1912. El pintor de miracles, de Santiago Rusiñol
- 09/03/1912. L'estiuet de Sant Martí, d'Apel·les Mestres
- 16/03/1912. El tresor, de Josep Morató
- 18/03/1912. Marinesca, de Pere Colomer i Fors
- 23/03/1912. La germaneta, de Manuel Folch i Torres
- 30/03/1912. La Verge del Mar, de Santiago Rusiñol
- 06/04/1912. Nausica, de Joan Maragall
- 13/04/1912. La forastera, de Pau Parellada
- 20/04/1912. L'Esbojarrada, d'Antoni Muntañola
- 27/04/1912. El despatriat, de Santiago Rusiñol
- 04/05/1912. El gran Aleix, de Joan Puig i Ferreter
- 11/05/1912. En Joan Bonhome, de Josep Pous i Pagès
- 15/05/1912. Vint anys després, de Salvador Bonavia
- 18/05/1912. Desamor, de Joan Puig i Ferreter
- 25/05/1912. Dissabte de Glòria, de Manuel Folch i Torres
- 05/10/1912. El campanar de Palma, de Serafí Pitarra
- 24/10/1912. Senyora àvia vol marit, de Josep Pous i Pagès
- 15/11/1912. L'home de palla, d'Ignasi Iglésias
- 27/11/1912. Epitalami, d'Ambrosi Carrion
- 12/12/1912. La sagrada família, d'Avel·lí Artís i Balaguer
- 20/12/1912. La casa de tothom, de Josep Morató
- 04/01/1913. El cego Simó, de Francesc Recasens